# Abies beshanzuensis
Abies beshanzuensis е вид ела от семейство Борови (Pinaceae). Видът е критично застрашен от изчезване.
Видът е открит през 1963 г. на върха на планината Байшанцу (1857 m), където са намерени само седем екземпляра. Три от тях са изкоренени и преместени в Пекинската ботаническа градина, където умират. Към 1987 г. са останали само три дървета в природата, което прави вида най-рядкото иглолистно растение в света. В днешно време видът все още е критично застрашен, въпреки опитите да бъде разпространен.
Видът има тясна връзка с елата Abies firma, растяща в южните части на Япония.

## Разпространение
Разпространен е в Китай.